# 菰野町コミュニティバス

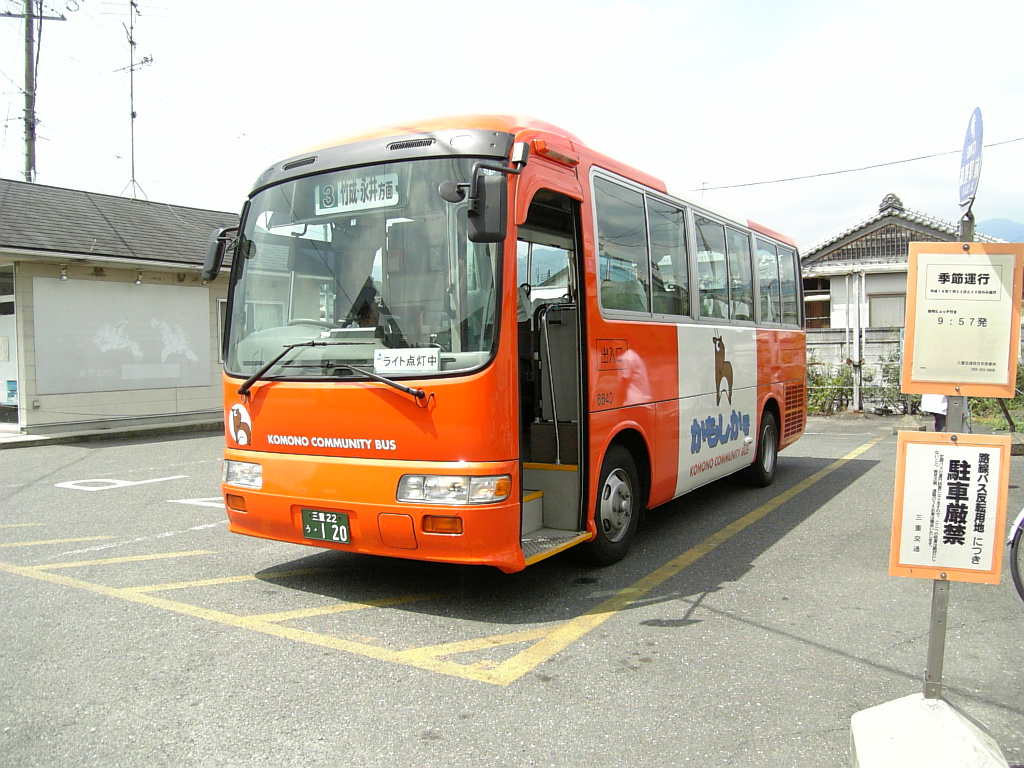
かもしか号（日野・リエッセ、菰野駅前にて）

菰野町コミュニティバス（こものちょうコミュニティバス）は、三重県三重郡菰野町のコミュニティバスである。三重交通に運行を委託している。「かもしか号」の愛称がある。
一部路線はタクシー車両によって運行されており、利用する場合には事前の電話連絡が必要。そのため利用者がいない場合は自動的に運休となる。

## 概要
- 1999年4月 - 町営福祉バス導入（無料）
- 2003年
  - 3月 - 三重交通が「菰野 - 近鉄湯の山温泉駅」線を含む3路線を廃止
  - 4月 - 廃止3路線の代替として自主運行バスを運行開始
- 2004年4月1日 - 町営福祉バスと自主運行バスを統合し、菰野町コミュニティバスの試験運行を開始
- 2005年10月1日 - 路線再編・本格運行
- 2017年10月2日 - 一部増便・ダイヤ改正
- 2020年10月1日 - 運行見直し (停留所の改名・移設・改廃、路線改廃、ダイヤ改正等)、1両を高校生デザインのラッピング車に
- 2021年4月1日 - emica（エミカ）と交通系ICカードを導入[1]。

- 運賃は大人200円均一（小学生・高齢者・障害者は100円）。ICカード利用で1割引きとなる。
- RYDE株式会社の「RYDE PASS」で、全区間を対象とした1ヶ月/３ヶ月/6ヶ月/12ヶ月のフリー乗車券を販売している。

## 現行路線
どのコースも1日1本から4本であるが、他コースと並行したり、経由地違いとなるものも存在するため、実質的に1日数便確保できている区間がある。
1コース （神森福王山線）
- 菰野東 - 宿野南 - 菰野駅 - 菰野川原町 - けやき・菰野町役場 - 千種郵便局 - 尾高口 - 田光 - 福王山
  - 日曜運休

2コース （千種根の平線）
- 菰野駅 - 菰野川原町 - けやき・菰野町役場 - 千種支所 - 尾高口 - 尾高駐車場
  - 日曜運休

3コース （小島永井線）
- けやき・菰野町役場 - 南部公民館前 - 菰野駅 - 永井南 - 竹永支所 - 永井東 - 小島集落センター - 尾高口 - 青葉台 - けやき・菰野町役場
  - 日曜運休

6コース （潤田福王山線）
- 菰野東 - 菰野駅 - 潤田中 - 千種郵便局 - 尾高口 - 田光 - 福王山
  - 土曜・休日は運休

7コース （竹永小島線）
- 菰野駅 - 南部公民館前 - 竹永支所 - 小島集落センター
  - 土曜・休日は運休

9コース （神森菰野線）
- 菰野東 - イオンタウン - 菰野厚生病院 - けやき・菰野町役場
  - 土曜・休日は運休

10コース （湯の山神明線）
- 湯の山郵便局 - 湯の山温泉駅
  - 土曜・休日は運休

## 車両
- 日野・ポンチョ
- 日野・リエッセ